# Боряна Калейн
Боряна Калейн (англ. Boryana Kaleyn, болг. Боряна Николаева Калейн нар. 23 серпня 2000, Софія) — болгарська гімнастка, що виступає в індивідуальній першості.Срібна призерка Олімпійських ігор 2024 в Парижі. Срібна призерка чемпіонатів світу в командній першості, триразова чемпіонка Європи, дворазова срібна призерка чемпіонату Європи в абсолютній першості, багаторазова призерка чемпіонатів Європи та кубків світу. Учасниця Олімпійських ігор в Токіо.

## Спортивна кар'єра
Мати відвела до клубу художньої гімнастики Левські-Традиця в Софії, Болгарія, коли було шість років.

### 2013
У квітні на кубку світу отримала перелом ноги, не змагалась протягом восьми місяців.

### 2021
На домашньому чемпіонаті Європи здобула сенсаційне друге місце в абсолютній першості, випередивши росіянку Діну Аверіну.

## Результати на турнірах
| Рік  | Змагання                   | Команда | АП |   |   |   |   |
| ---- | -------------------------- | ------- | -- | - | - | - | - |
| 2018 | Чемпіонат світу            | 2       |    | 4 |   | 6 |   |
| 2019 | Чемпіонат Європи           | 3       |    | 7 | 3 |   | 3 |
| 2019 | Чемпіонат світу            | 6       | 4  | 5 | 5 |   |   |
| 2020 | Чемпіонат Європи           |         | 4  |   |   |   |   |
| 2021 | Кубок світу. Софія         |         | 2  | 1 | 3 | 1 | 1 |
| 2021 | Кубок світу. Баку          |         | 2  |   | 3 | 2 | 1 |
| 2021 | Чемпіонат Європи           |         | 2  | 7 | 6 | 4 |   |
| 2021 | Олімпійські ігри           |         | 5  |   |   |   |   |
| 2021 | Кубок виклику. Клуж-Напока |         | 1  | 1 | 1 | 1 | 1 |
| 2021 | Чемпіонат світу            |         | 4  | 4 | 4 | 4 | 8 |
| 2022 | Чемпіонат Європи           | 1       | 2  | 3 | 1 |   | 1 |
| 2022 | Всесвітні ігри             |         |    | 1 | 5 | 4 | 2 |
| 2023 | Гран-прі. Miss Valentine   |         | 4  |   |   | 2 | 1 |
| 2023 | Чемпіонат Європи           | 1       | 1  | 3 | 6 | 2 |   |
| 2023 | Чемпіонат світу            | 1       | 6  | 4 | 4 | 2 | 2 |
| 2024 | Міжнародний турнір в Софії |         | 1  |   | 2 | 2 | 2 |
| 2024 | Кубок світу. Софія         |         | 1  | 8 | 8 | 2 | 6 |
| 2024 | Кубок Європи. Баку         |         | 4  | 2 | 1 |   | 1 |
| 2024 | Чемпіонат Європи           | 1       | 4  | 1 |   | 3 |   |
| 2024 | Кубок виклику. Клуж-Напока |         | 4  | 7 | 3 | 6 |   |
| 2024 | Олімпійські ігри           |         | 2  |   |   |   |   |